# Hive (Spiel)
Hive ist ein Legespiel von John Yianni für zwei Personen. Erstmals erschien es im Jahr 2001, als Verlag dazu wurde 2002 Gen Four Two in London gegründet. Seit 2006 ist es in Deutschland bei HUCH! & friends verfügbar.

## Spielidee
Hive ist ein Spiel mit perfekter Information ohne verborgene oder zufällige Elemente. Es gibt je Spieler elf sechseckige Spielsteine: die Königin, zwei Spinnen, zwei Käfer, drei Ameisen und drei Grashüpfer. Ein Spielbrett wird nicht benötigt. Pro Zug bringt ein Spieler einen neuen Stein ins Spiel oder zieht einen seiner bereits ausgelegten Steine an eine andere Position. Jede Steinart hat ihre eigenen Regeln, nach denen sie ziehen darf. Der Spieler gewinnt, der es als erster schafft, die gegnerische Königin an allen sechs Seiten mit Steinen zu umgeben.

## Ablauf
Der Startspieler legt einen frei wählbaren Stein auf den Tisch und der Gegner legt einen Stein an eine Kante davon an. In den Folgezügen können weitere Steine an die bereits liegenden Steine angelegt werden, aber nur so, dass sie keine Kante eines gegnerischen Steines berühren. Spätestens als vierter Stein muss die Königin angelegt werden. Sobald ein Spieler die Königin gelegt hat, darf er nicht nur neue Steine anlegen, sondern auch seine ausgelegten Steine ziehen. Hier kommen die Unterschiede der Steine zum Tragen: Königin und Käfer können nur zu einer benachbarten Kante wechseln, der Käfer kann auch auf den Stein hinaufklettern, neben dem er sitzt, und ihn damit blockieren. Die Ameise zieht beliebig viele Kanten weit, die Spinne genau drei Kanten, und der Grashüpfer springt in Richtung einer der Kanten, an denen er anliegt, über alle Steine weg, die in dieser Richtung liegen, und landet an der ersten freien Stelle.
Beim Ziehen muss zweierlei beachtet werden: zu keinem Zeitpunkt darf eine Situation entstehen, in der die ausliegenden Steine in zwei getrennte Bereiche aufgeteilt werden. Und man darf nur um eine Ecke herumziehen, wenn der Spielstein tatsächlich darum herumgeschoben werden kann, ohne andere Steine dafür wegschieben zu müssen.
Sobald eine Königin von allen sechs Seiten mit Steinen umgeben ist – deren Farbe ist dabei gleichgültig – hat ihr Besitzer das Spiel verloren. Sollte ein Zug dazu führen, dass beide Königinnen eingeschlossen sind, endet das Spiel remis.

## Erweiterungen
2008 wurde der Erweiterungsstein „Moskito“ vorgestellt: Jeder Spieler erhält einen zusätzlichen Moskitostein, der für seine Züge die Bewegungsfähigkeit eines der Steine annimmt, mit denen er in der Ausgangsposition direkten Kontakt hat. Wird er zum Käfer und klettert auf einen anderen Stein, so bleibt er Käfer, bis er wieder auf die normale Spielebene herunterkrabbelt.
Im Oktober 2010 wurde eine neue Erweiterung der Öffentlichkeit vorgestellt: der Marienkäfer (engl.: Ladybug). Auf der Internet-Brettspieldatenbak BoardGameGeek veranstaltete der Spieleerfinder John Yianni einen Wettbewerb, die Spielregel für diesen neuen Spielstein zu erraten. Nach Ablauf der Wettbewerbsfrist verriet der Spieleerfinder die Bewegungsregel für den Marienkäfer:
The Ladybug moves three spaces; two on top of the Hive, then one down. It must move exactly two on top of the Hive and then move one down on its last move. It may not move around the outside of the Hive and may not end its movement on top of the Hive. Even though it cannot block by landing on top of other pieces like the Beetle, it can move into or out of surrounded spaces. It also has the advantage of being much faster.
Frei übersetzt:
„Der Marienkäfer bewegt sich drei Felder weit: zwei Felder weit auf dem Hive und dann ein Feld wieder vom Hive herunter.  Der Marienkäfer muss sich genau zwei Felder oben auf dem Hive bewegen und dann ein Feld weit wieder hinunter als letzten Schritt. Der Marienkäfer darf sich nicht außen um den Hive herum bewegen und darf seinen Zug auch nicht oben auf dem Hive beenden. Auch wenn der Marienkäfer nicht wie der Käfer durch Landen auf einem anderen Spielstein diesen blockieren kann, kann er sich aber in umzingelte Felder hinein und auch wieder aus ihnen hinaus bewegen. Außerdem besitzt er den Vorteil viel größerer Geschwindigkeit.“
Selbstverständlich darf auch der Marienkäfer in einem Spielzug jedes Feld nur einmal betreten und der Zug darf nicht auf dem Startfeld enden, wie es auch z. B. für die Spinne oder die Ameise gilt.
Im Januar 2013 kam als dritte Erweiterung die Assel (engl.: Pillbug) hinzu. Die Assel zieht pro Zug immer ein Feld weit. Anstatt sich zu bewegen, kann die Assel auch folgende Spezialfähigkeit einsetzen: Die Assel bewegt einen eigenen oder gegnerischen Stein zwei Felder weit, zuerst auf sich und dann auf ein an die Assel angrenzendes Feld.